# ヴィーナスのハルモニア
「ヴィーナスのハルモニア」は、今井麻美の楽曲。今井の14枚目のシングルとして2014年8月27日に5pb.Recordsから発売された。

## 概要
- 表題曲はゲーム『超次元アクション ネプテューヌU』のオープニングテーマになっており。
- コラボ盤ジャケットには、同作の主要人物であるネプテューヌ、今井自身出演のノワールのイラストが使用されている。

## シングル収録内容
1. ヴィーナスのハルモニア
  - 作詞：sorano、作曲・編曲：藤井雄大
2. カンパネラ
  - 作詞：NAGAE、作曲・編曲：中村天佑
3. ヴィーナスのハルモニア -off vocal-
4. カンパネラ -off vocal-